# Eneco Tour 2015
L'Eneco Tour 2015, undicesima edizione della corsa e valida come ventunesima prova dell'UCI World Tour 2015, categoria 2.UWT, si svolse in sette tappe dal 10 al 16 agosto 2015 su un percorso di 1120,7 km, con partenza da Bolsward, nei Paesi Bassi, e arrivo a Geraardsbergen, in Belgio. La vittoria fu appannaggio del belga Tim Wellens, il quale completò il percorso in 26h31'59", alla media di 42,238 km/h, precedendo il connazionale Greg Van Avermaet e l'olandese Wilco Kelderman.
Sul traguardo di Geraardsbergen 109 ciclisti, su 160 partiti da Heerenveen, portarono a termine la competizione.

## Tappe
Il percorso previde le prime tre tappe, pianeggianti, ideali per velocisti. La quarta tappa, cronometro individuale. Le ultime tre tappe adatte agli specialisti delle classiche di un giorno: in particolare, la quinta e la sesta tappa con percorso collinare simile a quello delle Classiche delle Ardenne, mentre l'ultima con tratti di pavé simile alle Classiche del Nord. 
Da questa edizione fu introdotto il "golden kilometre" (it. chilometro d'oro), cioè una serie di tre sprint intermedi da affrontare in ogni tappa a 20 km dal traguardo e che diede secondi di abbuono ai primi tre classificati.
| Tappa  | Data      | Percorso                                        | km      | Vincitore di tappa | Leader cl. generale |
| ------ | --------- | ----------------------------------------------- | ------- | ------------------ | ------------------- |
| 1ª     | 10 agosto | Bolsward (NLD) > Bolsward (NLD)                 | 183,5   | Elia Viviani       | Elia Viviani        |
| 2ª     | 11 agosto | Breda (NLD) > Breda (NLD)                       | 180     | André Greipel      | Jesper Asselman     |
| 3ª     | 12 agosto | Beveren (BEL) > Ardooie (BEL)                   | 171,9   | Tom Boonen         | Jesper Asselman     |
| 4ª     | 13 agosto | Hoogerheide (NLD) (cron. individuale)           | 13,9    | Jos van Emden      | Jos van Emden       |
| 5ª     | 14 agosto | Riemst (BEL) > Sittard-Geleen (NLD)             | 179,6   | Johan Le Bon       | Wilco Kelderman     |
| 6ª     | 15 agosto | Heerlen (NLD) > Houffalize (BEL)                | 198     | Tim Wellens        | Tim Wellens         |
| 7ª     | 16 agosto | Sint-Pieters-Leeuw (BEL) > Geraardsbergen (BEL) | 193,8   | Manuel Quinziato   | Tim Wellens         |
| Totale | Totale    | Totale                                          | 1 120,7 |                    |                     |

## Squadre e corridori partecipanti
Le formazioni al via della corsa furono venti, diciassette appartenenti alla categoria World Tour, partecipanti di diritto, e tre UCI Professional Continental Team, le belghe Topsport Vlaanderen-Baloise e Wanty-Groupe Gobert e l'olandese Roompot Oranje Peloton, invitate dagli organizzatori della competizione.
| N.     | Cod. | Squadra             |
| ------ | ---- | ------------------- |
| 1-8    | LTS  | Lotto-Soudal        |
| 11-18  | EQS  | Etixx-Quick Step    |
| 21-28  | BMC  | BMC Racing Team     |
| 31-38  | TCS  | Tinkoff-Saxo        |
| 41-48  | TFR  | Trek Factory Racing |
| 51-58  | SKY  | Team Sky            |
| 61-68  | AST  | Astana Pro Team     |
| 71-78  | TLJ  | Team Lotto NL-Jumbo |
| 81-88  | KAT  | Team Katusha        |
| 91-100 | LAM  | Lampre-Merida       |

| N.      | Cod. | Squadra                     |
| ------- | ---- | --------------------------- |
| 101-108 | OGE  | Orica-GreenEDGE             |
| 111-118 | TCG  | Team Cannondale-Garmin      |
| 121-128 | IAM  | IAM Cycling                 |
| 131-138 | TGA  | Team Giant-Alpecin          |
| 141-148 | FDJ  | FDJ                         |
| 151-158 | MOV  | Movistar Team               |
| 161-168 | ALM  | AG2R La Mondiale            |
| 171-178 | TSV  | Topsport Vlaanderen-Baloise |
| 181-188 | ROP  | Roompot Oranje Peloton      |
| 191-200 | WGG  | Wanty-Groupe Gobert         |

## Dettagli delle tappe

### 1ª tappa
- 10 agosto: Bolsward (Paesi Bassi) > Bolsward (Paesi Bassi) – 183,5 km

Risultati
| Pos. | Corridore        | Squadra      | Tempo    |
| ---- | ---------------- | ------------ | -------- |
| 1    | Elia Viviani     | Team Sky     | 4h06'18" |
| 2    | Danny van Poppel | Trek Factory | s.t.     |
| 3    | Jempy Drucker    | BMC Racing   | s.t.     |

| Pos. | Corridore        | Squadra      | Tempo    |
| ---- | ---------------- | ------------ | -------- |
| 1    | Elia Viviani     | Team Sky     | 4h06'08" |
| 2    | Danny van Poppel | Trek Factory | a 4"     |
| 3    | Jesper Asselman  | Roompot      | s.t.     |

### 2ª tappa
- 11 agosto: Breda (Paesi Bassi) > Breda (Paesi Bassi) – 180 km

Risultati
| Pos. | Corridore        | Squadra      | Tempo    |
| ---- | ---------------- | ------------ | -------- |
| 1    | André Greipel    | Lotto-Soudal | 4h12'52" |
| 2    | Jacopo Guarnieri | Katusha      | s.t.     |
| 3    | Tom Boonen       | Etixx-Q.     | s.t.     |

| Pos. | Corridore       | Squadra      | Tempo    |
| ---- | --------------- | ------------ | -------- |
| 1    | Jesper Asselman | Roompot      | 8h18'55" |
| 2    | André Greipel   | Lotto-Soudal | a 5"     |
| 3    | Elia Viviani    | Team Sky     | s.t.     |

### 3ª tappa
- 12 agosto: Beveren (Belgio) > Ardooie (Belgio) – 171,9 km

Risultati
| Pos. | Corridore     | Squadra  | Tempo    |
| ---- | ------------- | -------- | -------- |
| 1    | Tom Boonen    | Etixx-Q. | 3h54'25" |
| 2    | Arnaud Démare | FDJ      | s.t.     |
| 3    | Elia Viviani  | Team Sky | s.t.     |

| Pos. | Corridore       | Squadra  | Tempo     |
| ---- | --------------- | -------- | --------- |
| 1    | Jesper Asselman | Roompot  | 12h13'20" |
| 2    | Tom Boonen      | Etixx-Q. | a 1"      |
| 3    | Elia Viviani    | Team Sky | s.t.      |

### 4ª tappa
- 13 agosto: Hoogerheide (Paesi Bassi) – Cronometro individuale – 13,9 km

Risultati
| Pos. | Corridore       | Squadra     | Tempo  |
| ---- | --------------- | ----------- | ------ |
| 1    | Jos van Emden   | Lotto NL-J. | 16'34" |
| 2    | Wilco Kelderman | Lotto NL-J. | a 5"   |
| 3    | Adriano Malori  | Movistar    | a 7"   |

| Pos. | Corridore       | Squadra     | Tempo     |
| ---- | --------------- | ----------- | --------- |
| 1    | Jos van Emden   | Lotto NL-J. | 12h30'09" |
| 2    | Wilco Kelderman | Lotto NL-J. | a 5"      |
| 3    | Adriano Malori  | Movistar    | a 7"      |

### 5ª tappa
- 14 agosto: Riemst (Belgio) > Sittard-Geleen (Paesi Bassi) – 179,6 km

Risultati
| Pos. | Corridore        | Squadra    | Tempo    |
| ---- | ---------------- | ---------- | -------- |
| 1    | Johan Le Bon     | FDJ        | 3h48'37" |
| 2    | Dylan van Baarle | Cannondale | s.t.     |
| 3    | Magnus Cort      | Orica      | a 9"     |

| Pos. | Corridore        | Squadra     | Tempo     |
| ---- | ---------------- | ----------- | --------- |
| 1    | Wilco Kelderman  | Lotto NL-J. | 16h44'13" |
| 2    | Dylan van Baarle | Cannondale  | a 1"      |
| 3    | Johan Le Bon     | FDJ         | a 8"      |

### 6ª tappa
- 15 agosto: Heerlen (Paesi Bassi) > Houffalize (Belgio) – 198 km

Risultati
| Pos. | Corridore         | Squadra       | Tempo    |
| ---- | ----------------- | ------------- | -------- |
| 1    | Tim Wellens       | Lotto-Soudal  | 5h28'46" |
| 2    | Greg Van Avermaet | BMC Racing    | a 49"    |
| 3    | Simon Geschke     | Giant-Alpecin | a 51"    |

| Pos. | Corridore         | Squadra      | Tempo     |
| ---- | ----------------- | ------------ | --------- |
| 1    | Tim Wellens       | Lotto-Soudal | 22h12'59" |
| 2    | Greg Van Avermaet | BMC Racing   | a 1'03"   |
| 3    | Wilco Kelderman   | Lotto NL-J.  | a 1'17"   |

### 7ª tappa
- 16 agosto: Sint-Pieters-Leeuw (Belgio) > Geraardsbergen (Belgio) – 193,8 km

Risultati
| Pos. | Corridore        | Squadra    | Tempo    |
| ---- | ---------------- | ---------- | -------- |
| 1    | Manuel Quinziato | BMC Racing | 4h18'18" |
| 2    | Björn Leukemans  | Wanty      | a 3"     |
| 3    | Yves Lampaert    | Etixx-Q.   | a 8"     |

| Pos. | Corridore         | Squadra      | Tempo     |
| ---- | ----------------- | ------------ | --------- |
| 1    | Tim Wellens       | Lotto-Soudal | 26h31'59" |
| 2    | Greg Van Avermaet | BMC Racing   | a 59"     |
| 3    | Wilco Kelderman   | Lotto NL-J.  | a 1'17"   |

## Evoluzione delle classifiche
| Tappa              | Vincitore          | Classifica generale | Classifica punti | Classifica combattività | Classifica a squadre   |
| ------------------ | ------------------ | ------------------- | ---------------- | ----------------------- | ---------------------- |
| 1ª                 | Elia Viviani       | Elia Viviani        | Elia Viviani     | Nathan Haas             | Roompot Oranje Peloton |
| 2ª                 | André Greipel      | Jesper Asselman     | André Greipel    | Jesper Asselman         | Roompot Oranje Peloton |
| 3ª                 | Tom Boonen         | Jesper Asselman     | André Greipel    | Jesper Asselman         | Roompot Oranje Peloton |
| 4ª                 | Jos van Emden      | Jos van Emden       | André Greipel    | Jesper Asselman         | Team Lotto NL-Jumbo    |
| 5ª                 | Johan Le Bon       | Wilco Kelderman     | André Greipel    | Jesper Asselman         | Team Lotto NL-Jumbo    |
| 6ª                 | Tim Wellens        | Tim Wellens         | André Greipel    | Gijs Van Hoecke         | Lotto-Soudal           |
| 7ª                 | Manuel Quinziato   | Tim Wellens         | André Greipel    | Gijs Van Hoecke         | Lotto-Soudal           |
| Classifiche finali | Classifiche finali | Tim Wellens         | André Greipel    | Gijs Van Hoecke         | Lotto-Soudal           |

## Classifiche finali

### Classifica generale - Maglia bianca
| Pos. | Corridore          | Squadra      | Tempo     |
| ---- | ------------------ | ------------ | --------- |
| 1    | Tim Wellens        | Lotto-S.     | 26h31'59" |
| 2    | Greg Van Avermaet  | BMC Racing   | a 59"     |
| 3    | Wilco Kelderman    | Lotto NL-J.  | a 1'17"   |
| 4    | Philippe Gilbert   | BMC Racing   | a 1'40"   |
| 5    | Fabio Felline      | Trek Factory | a 1'48"   |
| 6    | Andriy Grivko      | Astana       | a 1'54"   |
| 7    | Michael Rogers     | Tinkoff-Saxo | a 2'02"   |
| 8    | Tiesj Benoot       | Lotto-Soudal | a 2'11"   |
| 9    | Ch. Juul Jensen    | Tinkoff-Saxo | a 2'11"   |
| 10   | Julian Alaphilippe | Etixx-Q.     | a 2'11"   |

### Classifica a punti - Maglia rossa
| Pos. | Corridore         | Squadra      | Punti |
| ---- | ----------------- | ------------ | ----- |
| 1    | André Greipel     | Lotto-S.     | 79    |
| 2    | Greg Van Avermaet | BMC Racing   | 59    |
| 3    | Tom Boonen        | Etixx-Q.     | 52    |
| 4    | Wilco Kelderman   | Lotto NL-J.  | 52    |
| 5    | Tim Wellens       | Lotto-Soudal | 49    |

### Classifica combattività - Maglia nera
| Pos. | Corridore          | Squadra      | Punti |
| ---- | ------------------ | ------------ | ----- |
| 1    | Gijs Van Hoecke    | Topsport Vl. | 63    |
| 2    | Jesper Asselman    | Roompot      | 56    |
| 3    | Frederik Veuchelen | Wanty        | 41    |
| 4    | Laurens De Vreese  | Astana       | 29    |
| 5    | Manuel Quinziato   | BMC Racing   | 13    |

### Classifica a squadre
| Pos. | Squadra            | Punti     |
| ---- | ------------------ | --------- |
| 1    | Lotto-Soudal       | 79h44'03" |
| 2    | Astana Pro Team    | a 1'13"   |
| 3    | Tinkoff-Saxo       | a 3'38"   |
| 4    | BMC Racing Team    | a 3'44"   |
| 5    | Team Giant-Alpecin | a 3'58"   |